# José Arthur Giannotti
José Arthur Giannotti (São Carlos, 25 de fevereiro de 1930 — São Paulo, 27 de julho de 2021) foi um filósofo, ensaísta e professor universitário brasileiro. Grã-Cruz da Ordem Nacional do Mérito Científico, foi professor emérito e titular da Faculdade de Filosofia, Letras e Ciências Humanas da Universidade de São Paulo.

## Biografia
José Arthur nasceu em São Carlos, no interior paulista, em 1930. Seu pai se mudou para a capital do estado porque queria que todos os quatro filhos tivessem educação superior e, por isso, todos eles estudaram na Universidade de São Paulo.
Ainda adolescente, fez amizade com Rudá de Andrade, filho de Oswald de Andrade. Passou a frequentar a casa dos Andrade, onde conheceu Antonio Cândido e Vicente Ferreira da Silva, cujos cursos começaria a frequentar junto com o chamado "grupo de São Paulo", por sugestão de Oswald. Na época, Giannotti leu com afinco durante seis meses Paideia: A Formação do Homem Grego, do alemão Werner Jaeger.
“Vicente lia Platão com seu grupo no qual logo me integrei. Me indicou um livro que, no momento, foi fundamental para mim: Paidéia, de Jaeger. Por mim mesmo, lia um capitulo e a obra clássica correspondente, desde Homero a Platão. Foi minha paixão pelos gregos.
Giannotti Rompeu com o grupo após um desentendimento com Heraldo Barbuy e ingressou na Universidade de São Paulo em 1950. Foi iniciado nos estudos de lógica por Gilles-Gaston Granger e nos estudos de Filosofia política por Claude Lefort. Esteve na França (Rennes e Paris) entre 1956 e 1958, onde frequentou os cursos de Victor Goldschmidt, Martial Guéroult, Maurice Merleau-Ponty e Jules Vuillemin.

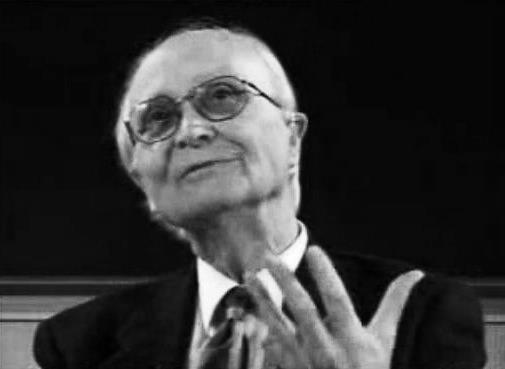
Gilles-Gaston Granger, orientador de Giannotti.

Doutorou-se em 1960 com a tese "John Stuart Mill: o psicologismo e a fundamentação da lógica", orientada por Granger. Obteve o título de livre-docente pela USP em 1965 com a tese "Alienação do trabalho objetivo", orientada por João Cruz Costa. Junto com Oswaldo Porchat Pereira e Bento Prado Júnior, Giannotti foi sucessor do próprio Cruz Costa e do prof. Lívio Teixeira no departamento de Filosofia da USP, que lideraram na segunda metade da década de 1960. 
No dia 10 de fevereiro de 1969, Giannotti entregou ao filósofo Vilém Flusser um exemplar da primeira tradução do Tractatus Logico-Philosophicus, de Ludwig Wittgenstein, feita pelo próprio Giannotti. A discordância entre os filósofos sobre a tradução desencadeou uma polêmica filosófica à época, lembrada até hoje nos meios acadêmicos. Embora tenha ignorado o tcheco-brasileiro na época, em entrevista de 2 de março de 1998, Giannotti reconheceu que a crítica estava correta.
Com o endurecimento do regime militar, Giannotti e Bento Prado foram aposentados compulsoriamente da Universidade em abril de 1969. Enquanto Bento partia para estudar na França, onde residiria por vários anos, Giannotti permaneceu no Brasil e ajudou a fundar o Centro Brasileiro de Análise e Planejamento, centro de estudos sociais e de formulação de políticas de oposição ao regime, de que foi presidente entre 1984-1990 e 1995-2001. No CEBRAP se encontravam, dentre outros, Roberto Schwarz, Boris Fausto, Fernando Henrique Cardoso e Ruth Cardoso. Com o abrandamento do regime militar, depois de lecionar por alguns anos na Pontifícia Universidade Católica de São Paulo, reassumiu seu cargo na USP em 1979 e lecionou na Universidade Estadual de Campinas, aposentando-se em meados da década de 1980. 
Esteve nos Estados Unidos (New Haven e New York) para estágios de pesquisa, na Universidade Yale (1973) e na Universidade Columbia (1982).
Em 1986 fundou dentro do CEBRAP o "Programa de Formação de Quadros Profissionais", programa interdisciplinar na área de humanidades que reunia estudantes de universidades de todo o país, e que coordenou até seu encerramento em 2007 pela Coordenação de Aperfeiçoamento de Pessoal de Nível Superior. Fundou e foi o primeiro presidente da Associação Nacional de Pós-Graduação em Filosofia.
Destacou-se como estudioso de Karl Marx, tendo fundando, junto com Fernando Henrique Cardoso, Octávio Ianni e Fernando Novais o grupo "Seminários Marx", cujas atividades ocorreram entre 1958 e 1964. O Seminário, que reunia jovens historiadores, economistas, cientistas sociais, críticos literários e filósofos, teria ainda uma segunda geração com Paul Singer, Ruth Cardoso, Roberto Schwarz, Bento Prado Júnior, Michel Löwy, João Quartim de Moraes e Ruy Fausto, entre outros. 

### Posicionamentos
No debate e engajamento político, Giannotti ainda ajudaria a fundar o Partido dos Trabalhadores em 1980, do qual participariam outros intelectuais como Marilena Chauí, Francisco de Oliveira e Paul Singer, mas acabou por afastar-se intelectual e politicamente do partido, engajando-se e apoiando nas entre os anos 1990 e 2000 o Partido da Social Democracia Brasileira. No entanto, a partir de 2014, posicionou-se criticamente tanto em relação ao PSDB quanto ao PT, declarando até mesmo a morte do primeiro diante de uma crise de representação política, que também teria abalado o Partido dos Trabalhadores.
Teve participação na política científica nacional, tendo participado do governo Fernando Henrique Cardoso (1995-2003) como membro da Comissão Nacional de Educação. Foi agraciado em 2001 com o Prêmio Anísio Teixeira e tornou-se membro da Grã-Cruz da Ordem do Mérito Científico e da Academia Brasileira de Ciências. Após os dois mandatos de Fernando Henrique Cardoso, com a vitória de Lula em 2002, embora mantivesse presença no debate público, sua influência diminuiu em comparação com a que teve durante o governo anterior (1994-2001). Parte de seus artigos publicados na Folha de S.Paulo entre 2000 e 2010 foi reunida na coletânea "Notícias no espelho" (2011).

### Morte
José Arthur morreu em 27 de julho de 2021, em São Paulo, aos 91 anos.
Vários pensadores e instituições lamentaram a morte do autor, dentre eles o ex-Presidente da República Fernando Henrique Cardoso, que disse:
"Morreu hoje José Arthur Giannotti. Amigo há mais de 70 anos. Filósofo e grande leitor dos clássicos. Amigo como poucos, desses que são raros. Deixa saudades e gratidão.
Dentre as instituições, a Sociedade Brasileira para o Progresso da Ciência e a PUC emitiram notas de pesar pela morte de Giannotti.
O CEBRAP, instituição a qual Giannotti participou da fundação e desenvolvimento, dedicou a Giannotti um memorial.

## Obra
Escreveu uma série de livros sobre marxismo, embora não fosse ele próprio marxista. Giannotti se definia como "marxólogo", especialista na obra de Marx, sem aderir à filosofia marxista por completo. Dentre esses livros, destacam-se "Origens da dialética do trabalho" (1966), traduzido para o francês (Paris: Aubier, 1971) e para o espanhol (Madrid: Comunicación, 1973). Publicou no México uma seleção de textos sob o título "Ensayos antisociológicos" (Grijalbo, 1978). Um de seus artigos mais conhecidos sobre o marxismo é "Contra Althusser" (1968), republicado no livro "Exercícios de filosofia" (1975). Seus estudos na área incluem ainda o livro "Trabalho e reflexão" (1983) e "Certa herança marxista" (2000) e "Marx: além do marxismo" (2000, 2010). 
Dedicou-se ainda por vários anos ao estudo de Wittgenstein, pesquisa que resultou nos livros "Apresentação do mundo" (1995) e "O jogo do belo e do feio" (2005). Em 2011 publicou uma introdução à filosofia, intitulado "Lições de filosofia primeira".
Por fim, no ano anterior ao de sua morte, Giannotti publicou o livro "Heidegger/Wittgenstein: Confrontos". Tanto para o próprio Giannotti quanto para seus pares a obra foi considerada a mais acabada e relevante de sua carreira de filósofo e acadêmico.

## Prêmios e Distinções
- Indicado para o 48º Prêmio Jabuti - livro O jogo do belo e do feio, Câmara Brasileira do Livro. 2006
- Membro da Ordem Nacional do Mérito Científico - Classe Grã-Cruz, na Área de Ciências Sociais, Academia Brasileira de Ciências. 2002
- Prêmio "Anisio Teixeira", Ministério da Educação e Fundação Coordenação de Aperfeiçoamento de Pessoal de Nível Superior-CAPES. 2001
- Professor Emérito, Universidade de São Paulo. 1998
- Prêmio Fábio Prado, Sociedade Brasileira de Escritores. 1961

## Livros publicados
- John Stuart Mill: o psicologismo e a fundamentação lógica. São Paulo: USP, 1964.
- Origens da dialética do trabalho. 2ª ed. Porto Alegre: L&PM, 1966.
- Exercícios de filosofia. 2ª ed. São Paulo: Brasiliense, 1977.
- Trabalho e reflexão. São Paulo: Brasiliense, 1983.
- Universidade em ritmo de barbárie. São Paulo: Brasiliense, 1986.
- Apresentação do mundo: Considerações sobre o pensamento de Ludwig Wittgenstein. São Paulo: Cia. das Letras, 1995.
- Certa herança marxista. São Paulo: Companhia das Letras, 2000.
- Marx vida & obra. Porto Alegre: L&PM Editores, 2000.
- O jogo do belo e do feio. São Paulo: Companhia das Letras, 2005.
- Notícias no Espelho. São Paulo: Publifolha, 2011.
- Lições de Filosofia Primeira. São Paulo: Companhia das Letras, 2011.
- O capital: crítica da economia politica. Livro I. 2ª ed. São Paulo: Boitempo Editorial, 2013.
- A política no limite do pensar. São Paulo: Companhia das Letras, 2014. (eBook)
- Os limites da política: Uma divergência. São Paulo: Cia das Letras, 2017. (Em coautoria com Luiz Damon)
- Heidegger/Wittgenstein: Confrontos. São Paulo: Cia das Letras, 2020.